# Betty Bronson
Betty Bronson (17 de novembre de 1906 – 19 d'octubre de 1971) va ser una actriu nord-americana que va començar la seva carrera als anys 20 en el cinema mut. Tot i la seva curta carrera com a estrella, va continuar actuant ocasionalment al cine i la televisió fins a finals dels anys 60. Un dels papers mes recordats és el de Peter Pan (1924) a la primera versió cinematogràfica que es va realitzar.

## Biografia
Va néixer a Trenton (Nova Jersey) el 17 de novembre de 1906, filla de Frank i Nellie Smith Bronson. Els seus pares es van traslladar a East Orange, també a Nova Jersey on va començar la secundària. La seva carrera cinematogràfica va començar quan encara estava a l'escola secundària, quan ella i els seus amics van viatjar a New Jersey per participar en pel·lícules com a extres els caps de setmana. Va protagonitzar dues pel·lícules basades en histories de James Barrie: Peter Pan (1924) i A Kiss for Cinderella (1925). Tot i que prèviament només havia actuat en alguna pel·lícula, Betty Bronson va ser escollida per a interpretar el rol de Peter Pan per decisió del propi Barrie. La idea inicial de la Paramount era que el paper de Peter Pan fos interpretat per Mary Pickford, que s'havia especialitzat en la interpretació de papers de noieta, però en aquell moment es va considerar que aquesta havia esdevingut massa gran per a aquests papers. Els crítics van elogiar la vitalitat de la interpretació de l'actriu i es va parlar que el públic nord-americà havia caigut en una “Bronson-mania”. Es va convertir en una estrella molt influent.
L'estudi va intentar treure profit de la seva popularitat i va produir una segona pel·lícula de fantasia basada en una història de Barrie: A kiss for Cinderella. No obstant, Betty Bronson va ser una víctima del seu temps. En el moment d'estrenar-se, els gustos de l'audiència havien canviat, i les històries de fantasia sentimental i la presència de noietes dolces com a protagonistes van passar de moda. El públic, arribada l'era del jazz, preferia nou estil de protagonistes, les noies a la garçonne, com Clara Bow o Colleen Moore. Bronson va intentar adaptar-se a aquest motlle amb un èxit moderat però mai va assolir l'èxit de la seva primera pel·lícula.
Va continuar actuant en el període sonor, però el seu estatus estrella es va esvair. El seu veritable talent era el pantomimista, manera d'actuar necessària per a pel·lícules mudes, però era supèrflua en les pel·lícules sonores. En casar-se amb Ludwig Lauerhass el 1932 es va retirar i després només va aparèixer algunes vegades en papers secundaris.

## Filmografia
- Anna Ascends (1922)
- Java Head (1923)
- Go-Getter (1923)
- The Eternal City (1923)
- His Children's Children (1923)
- Twenty-One (1923)
- Peter Pan (1924)
- A Kiss for Cinderella (1925)
- Are Parents People? (1925)
- Ben-Hur (1925)
- Not So Long Ago (1925)
- The Golden Princess (1925)
- Everybody's Acting (1926)
- The Cat's Pajamas (1926)
- Paradise (1926)
- Brass Knuckles (1927)
- Ritzy (1927)
- Paradise for Two (1927)
- Open Range (1927)
- The Singing Fool (1928)
- The Companionate Marriage (1928)
- Bellamy Trial (1929)
- The Locked Door 1929)
- One Stolen Night (1929)
- Sonny Boy (1929)
- A modern Sappho(1929)
- The Medicine Man (1930)
- Lover Come Back (1931)
- The Midnight Patrol (1932)
- Yodelin' Kid from Pine Ridge (1937)
- Jungle Menace (1937)
- Pocketfull of Miracles (1961)
- Who's Got the Action (1962)
- The Naked Kiss (1964)
- Blackbeard's Ghost (1968)
- Evel Knievel (1971)